# Prohozești
Prohozești – wieś w Rumunii, w okręgu Bacău, w gminie Poduri. W 2011 roku liczyła 769 mieszkańców.